# الحزب المستقل لبوركينا فاسو
حزب بوركينا فاسو المستقل (بالفرنسية: Parti indépendant du Burkina)‏ هو حزب سياسي في بوركينا فاسو. في عام 2014، كان ماكسيم كابوري رئيسًا للحزب. 

## التاريخ
فشل الحزب في الفوز بأي مقاعد في انتخابات 2012 البرلمانية،  حيث حصلت قائمته الوطنية على 0.25٪ من الأصوات. 
عقد الحزب مؤتمره الأول في واغادوغو يومي 7 و8 يونيو 2014.  وانضم بعد ذلك إلى تحالف الجبهة الجمهورية. 